# Nils Blom
Nils Yngve Blom, född 9 augusti 1912 i Malmö, död där 13 november 1977, var en svensk konstnär.
Blom studerade vid Skånska målarskolan i Malmö samt i Danmark och Nederländerna. Hans konst består av blomsterstilleben, porträtt och landskapsmålningar från Skåne och Blekinge i olja, akvarell eller pastell. Blom är begravd på Fosie kyrkogård. 